# Peoria (tribu)

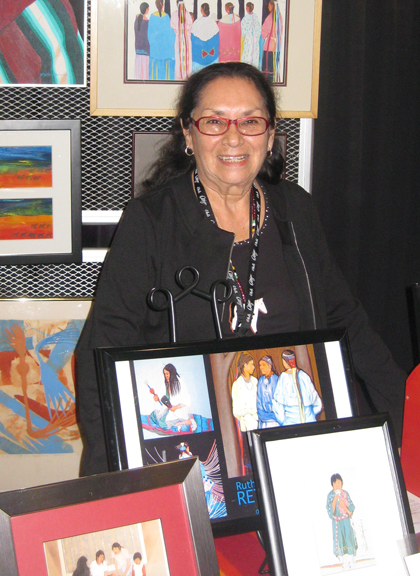
Peoria (tribu nativoamericana)

Los peorias son una tribu de lengua algonquina, cuyo nombre proviene de peouarea “llevan un saco a la espalda”, y son los únicos supervivientes de la confederación de los illiniweks.

## Localización
Ocupaban originariamente el noreste de Iowa, suroeste de Wisconsin, y noroeste de Illinois. Actualmente solo sobrevive un grupo de peorias en Pimpetenoi, en el condado de Miami (Oklahoma). 

## Demografía
En 1959 habían 414 peorias en Oklahoma, y en 1980 eran unos 2000 con los miamis, pero su lengua se ha perdido. 
Según datos de la BIA de 1995, en la Reserva Peoria de Oklahoma vivían 384 individuos, pero había 2.529 apuntados en el rol tribal.
Pero según datos del censo de los Estados Unidos de 2000, había 1.133 puros, 94 mezclados con otras tribus, 510 con otras razas y 58 con otras razas y tribus. En total, 1.795 individuos.

## Costumbres
Eran cazadores en pequeños grupos, y cazaban mamíferos forestales durante todo el año. Durante el invierno cazaban el bisonte en las llanuras mientras las mujeres cultivaban maíz, calabazas y melones, y pescaban salmón. Su cultura era una mezcla del Noreste con elementos del Misisipi.
Cazaban los búfalos mediante anillos de fuego en tierra, arcos y flechas, y con su piel hacían ropa y secaban la carne.
Sus poblados consistían en refugios cubiertos de estopa y corteza donde vivían varias familias. No se sabe mucho acerca de su organización social, pero debía ser parecida a la de los miamis, con un jefe civil escogido por el consejo del poblado y un jefe militar escogido en función de su actividad guerrera. Fabricaban canoas, herramientas y armas.

## Historia
Su historia hasta finales del siglo XVIII está ligada a la de los illiniweks. El 3 de agosto de 1795 firmaron un tratado con los Estados Unidos por el cual gozaban de libertad de caza en las tierras cedidas a los blancos. En 1832 se unirían los peorias y kaskakias.
En 1832, sin embargo, vendieron las tierras que les quedaban y fueron a Kansas, donde consiguieron en 1854 que un tratado les reconociera como supervivientes de la tribu Illinois, junto con weas y piankashaws. En 1868, vendieron las tierras de Kansas y se establecieron en Oklahoma. En 1936 adoptaron una constitución tribal.
En 1950 les fue aplicada una nueva ley de terminación india para asimilarlos en la corriente mayoritaria y en 1959 perdieron el estatuto tribal, aunque esto provocó fuertes protestas. Aun así, hasta 1978 no les fue devuelta la tierra y el estatuto tribal.

## Enlace
- Official Website of the Confederated Peoria Tribe of Oklahoma

- Datos: Q2518090
- Multimedia: Peoria tribe / Q2518090